# Siwwwa
A SIWWWA egy nagyvállalati igények kiszolgálására kifejlesztett intranetes (belső hálózat), extranetes (üzleti partnerhálózat) és internetes környezetben egyaránt használható, vastagkliens vállalati tartalomkezelő termék (Enterprise Content Management Software = ECMS).
A SIWWWA lehetővé teszi egyedi portálok és teljes portálrendszerek struktúrájának és külső megjelenésének központosított kialakítását és rugalmas módosítását, valamint a tartalom szabályozott szerkesztését a BlondXML XML alapú szerkesztő segítségével.